# Cerco de Ulsan
O Cerco de Ulsan (hangul: 울산성 전투; hanja: 蔚山城戰鬪; rr: Ulsanseong Jeontu) foi uma operação mal sucedida por parte das dinastias Ming e Joseon com o objetivo de tentar capturar Ulsan dos japoneses. O cerco durou de 26 de janeiro a 19 de fevereiro de 1598.

## Contexto
Yang Hao, Ma Gui e Gwon Yul se encontraram em Gyeongju em 26 de janeiro de 1598 e marcharam em direção a Ulsan com um exército de 50.000 soldados.

## Batalha
O exército aliado chegou a Ulsan em 29 de janeiro.
A batalha começou com um falso recuo que atraiu a defesa japonesa para um ataque frontal. Eles foram derrotados com 500 baixas e foram forçados a recuar para a fortaleza de Tosan. Os aliados então ocuparam a cidade de Ulsan.
Em 30 de janeiro, os aliados bombardearam a fortaleza e depois tomaram o muro externo de Tosan. Os japoneses abandonaram grande parte de seus suprimentos de comida e se retiraram para a fortaleza interior. Os aliados atacaram a fortaleza interna, chegando a tomar parte do muro, mas sofreram pesadas baixas. Seus canhões também não ajudaram, uma vez que a fortaleza estava situada muito alta para ser alcançada pelos disparos. Eventualmente, o ataque foi cancelado e um longo cerco começou.
Em 19 de fevereiro, as forças aliadas atacaram novamente e foram repelidas. Vendo os reforços japoneses chegarem, Yang Hao decidiu suspender o cerco e recuar, mas o movimento desorganizado levou muitos soldados a serem abatidos pelos japoneses, causando um grande número de baixas.

## Consequência
Segundo uma fonte, dos 10.000 soldados originais na defesa de Ulsan, menos de 1.000 sobreviveram ao cerco. No entanto, outras fontes colocam a força da defesa original entre 20.000 e 23.000.

Yang Hao seria convocado de volta a Pequim por seu fracasso em Ulsan em 12 de agosto de 1598.

## Citações
1. 1 2 3 4 5 6  Hawley 2005, p. 491.
2. 1 2 3  Hawley 2005, p. 495.
3. 1 2 3 4  https://greatmingmilitary.blogspot.com/2019/08/critique-samuel-hawley-p2.html
4. 1 2  Hawley 2005, p. 518.